# Paral·lel 44° nord
El paral·lel 44° nord és una línia de latitud que es troba a 44 graus nord de la línia equatorial terrestre. Travessa Europa, la Mediterrània Àsia, l'Oceà Pacífic, Amèrica del Nord l'oceà Atlàntic.

## Durada del dia
En aquesta latitud, el sol és visible durant 15 hores i 29 minuts a l'estiu, i 8 hores i 53 minuts en solstici d'hivern.

## Arreu del món
Començant al meridià de Greenwich i dirigint-se cap a l'est, el paral·lel 44º passa per:
| Coordenades                               | País, territori o mar        | Notes |
| ----------------------------------------- | ---------------------------- | --- |
| 44° 0′ N, 0° 0′ E / 44.000°N,0.000°E      | França                       | |
| 44° 0′ N, 7° 39′ E / 44.000°N,7.650°E     | Itàlia                       | |
| 44° 0′ N, 8° 10′ E / 44.000°N,8.167°E     | Mar Mediterrània             | Golf de Gènova |
| 44° 0′ N, 10° 6′ E / 44.000°N,10.100°E    | Itàlia                       | Passa just al nord de San Marino |
| 44° 0′ N, 12° 40′ E / 44.000°N,12.667°E   | Mar Adriàtic                 | |
| 44° 0′ N, 15° 2′ E / 44.000°N,15.033°E    | Croàcia                      | Illes de Dugi Otok, Pašman, i terra ferma |
| 44° 0′ N, 16° 32′ E / 44.000°N,16.533°E   | Bòsnia i Hercegovina         | |
| 44° 0′ N, 19° 14′ E / 44.000°N,19.233°E   | Sèrbia                       | Per uns 3 km |
| 44° 0′ N, 19° 16′ E / 44.000°N,19.267°E   | Bòsnia i Hercegovina         | |
| 44° 0′ N, 19° 34′ E / 44.000°N,19.567°E   | Sèrbia                       | Passa prop de la ciutat de Kragujevac |
| 44° 0′ N, 22° 25′ E / 44.000°N,22.417°E   | Bulgària                     | |
| 44° 0′ N, 22° 55′ E / 44.000°N,22.917°E   | Romania                      | |
| 44° 0′ N, 26° 13′ E / 44.000°N,26.217°E   | Bulgària                     | |
| 44° 0′ N, 27° 41′ E / 44.000°N,27.683°E   | Romania                      | Per uns 15 km |
| 44° 0′ N, 27° 53′ E / 44.000°N,27.883°E   | Bulgària                     | Per uns 4 km |
| 44° 0′ N, 27° 56′ E / 44.000°N,27.933°E   | Romania                      | |
| 44° 0′ N, 28° 40′ E / 44.000°N,28.667°E   | Mar Negre                    | |
| 44° 0′ N, 39° 11′ E / 44.000°N,39.183°E   | Rússia                       | |
| 44° 0′ N, 47° 23′ E / 44.000°N,47.383°E   | Mar Caspi                    | Passa just al nord de l'illa Txetxen, Rússia |
| 44° 0′ N, 50° 55′ E / 44.000°N,50.917°E   | Kazakhstan                   | |
| 44° 0′ N, 56° 0′ E / 44.000°N,56.000°E    | Uzbekistan                   | |
| 44° 0′ N, 61° 26′ E / 44.000°N,61.433°E   | Kazakhstan                   | |
| 44° 0′ N, 80° 27′ E / 44.000°N,80.450°E   | República Popular de la Xina | Xinjiang — passa uns 22 km al nord d'Ürümchi |
| 44° 0′ N, 95° 30′ E / 44.000°N,95.500°E   | Mongòlia                     | |
| 44° 0′ N, 111° 50′ E / 44.000°N,111.833°E | República Popular de la Xina | Mongòlia Interior Jilin — Passa just al nord de Changchun Heilongjiang Jilin - Per uns 2 km Heilongjiang - for <1 km Jilin - Per uns 10 km Heilongjiang Jilin - Per uns 5 km Heilongjiang |
| 44° 0′ N, 131° 15′ E / 44.000°N,131.250°E | Rússia                       | |
| 44° 0′ N, 135° 32′ E / 44.000°N,135.533°E | Mar del Japó                 | |
| 44° 0′ N, 141° 39′ E / 44.000°N,141.650°E | Japó                         | Illa de Hokkaidō: — Prefectura de Hokkaidō |
| 44° 0′ N, 144° 17′ E / 44.000°N,144.283°E | Mar d'Okhotsk                | |
| 44° 0′ N, 144° 54′ E / 44.000°N,144.900°E | Japó                         | Illa de Hokkaidō: — Prefectura de Hokkaidō – Península de Shiretoko |
| 44° 0′ N, 145° 10′ E / 44.000°N,145.167°E | Estret de Nemuro             | |
| 44° 0′ N, 145° 39′ E / 44.000°N,145.650°E | Illes Kurils                 | Kunaixir, administrada per Rússia però reclamada pel Japó |
| 44° 0′ N, 145° 48′ E / 44.000°N,145.800°E | Oceà Pacífic                 | Passa just al nord de l'illa de Shikotan, administrada per Rússia, reclamada pel Japó |
| 44° 0′ N, 124° 8′ O / 44.000°N,124.133°O  | Estats Units                 | Oregon Idaho Wyoming Dakota del Sud Minnesota Wisconsin |
| 44° 0′ N, 87° 41′ O / 44.000°N,87.683°O   | Llac Michigan                | |
| 44° 0′ N, 86° 28′ O / 44.000°N,86.467°O   | Estats Units                 | Michigan |
| 44° 0′ N, 82° 45′ O / 44.000°N,82.750°O   | Llac Huron                   | |
| 44° 0′ N, 81° 44′ O / 44.000°N,81.733°O   | Canadà                       | Ontario |
| 44° 0′ N, 77° 0′ O / 44.000°N,77.000°O    | Llac Ontario                 | |
| 44° 0′ N, 76° 16′ O / 44.000°N,76.267°O   | Estats Units                 | Nova York Vermont Nou Hampshire Maine |
| 44° 0′ N, 69° 8′ O / 44.000°N,69.133°O    | Oceà Atlàntic                | Golf de Maine – passa just al sud de Vinalhaven i Isle au Haut (Maine), Estats Units |
| 44° 0′ N, 66° 9′ O / 44.000°N,66.150°O    | Canadà                       | Nova Escòcia |
| 44° 0′ N, 64° 40′ O / 44.000°N,64.667°O   | Oceà Atlàntic                | |
| 44° 0′ N, 59° 46′ O / 44.000°N,59.767°O   | Canadà                       | Nova Escòcia – Illa Sable |
| 44° 0′ N, 59° 45′ O / 44.000°N,59.750°O   | Oceà Atlàntic                | |
| 44° 0′ N, 1° 21′ O / 44.000°N,1.350°O     | França                       | |